# Nigeru wa haji da ga yaku ni tatsu
Nigeru wa haji da ga yaku ni tatsu (逃げるは恥だが役に立つ?), noto anche come The Full-Time Wife Escapist in lingua inglese, è un manga scritto e illustrato da Tsunami Umino. È pubblicato da Kōdansha, con serializzazione su Kiss a partire dal 9 novembre 2012 per un totale di nove volumi pubblicati.
La serie ha poi ottenuto un adattamento live action che è stato mandato in onda su Tokyo Broadcasting System nell'ottobre del 2016, con Yui Aragaki e Gen Hoshino come protagonisti.

## Personaggi
- Mikuri Moriyama (森山みくり?, Moriyama Mikuri): la protagonista. Una studentessa laureata che è stata recentemente licenziata dal suo lavoro temporaneo e gli è stata data la possibilità di diventare una governante nella casa di Hiramasa. Dopo aver appreso che i suoi genitori stavano per trasferirsi in campagna, entrò in un matrimonio a contratto con Hiramasa.
- Hiramasa Tsuzaki (津崎平匡?, Tsuzaki Hiramasa): il protagonista maschile. È uno dei migliori lavoratori della sua compagnia. Ha trentasei anni ma è ancora vergine e si definisce un "uomo single professionista". Entra in contatto con Mikuri e si innamora di lei con il passare del tempo.

## Cast del dorama
- Yui Aragaki. Moriyama Mikuri
- Gen Hoshino: Tsuzaki Hiramasa
- Iuriko Ishida: Tsuchiya Yuri
- Ryohei Otani: Kazami Ryota
- Takasi Fujii: Hino Hideshi
- Erina Mano. Tanaka Yasue
- Ryo Narita: Umehara Natsuki
- Kotoko Yamaga: Horiuchi Yuzu
- Yo Takahashi: Takenaka Michihiko
- Shono Hayama: Watanabe Kazuma
- Yoshikino Hosoda: Moriyama Chigaya (ep2,8)
- Yuko Takayama: Moriyama Aoi (ep2,8)
- Kanji Furutachi: Yama-san
- Morooka Moro: Tsuzaki Sohachi (ep2,5)
- Hitomi Takahashi: Tsuzaki Chika (ep2,4-5,8)
- Takashi Ukaji: Moriyama Tochio
- Yasuko Tomita: Moriyama Sakura
- Arata Furuta: Numata Yoritsuna
- Seika Furuhata: Mana (ep1)
- Kohki Okada: Tajima Yoshihiko (ep3-4,9-10)
- Rio Uchida: Igarashi Anna (ep9-11)